# Siatista
Siatista (griechisch Σιάτιστα (f. sg.)) ist eine Kleinstadt und ein Gemeindebezirk (Dimos Siatistas; Δήμος Σιάτιστας) der Gemeinde Voio im Westen des Regionalbezirks Kozani in der Region Westmakedonien, Griechenland. Bis 2010 war Siatista eine eigenständige Gemeinde, seit 1952 eine ‚Stadtgemeinde‘ (dimos).

## Geographie, Geologie und Klima

### Geographie

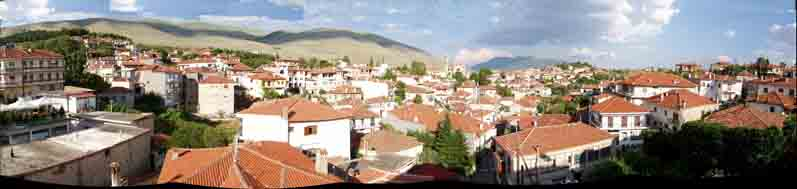
Panoramablick auf Siatista

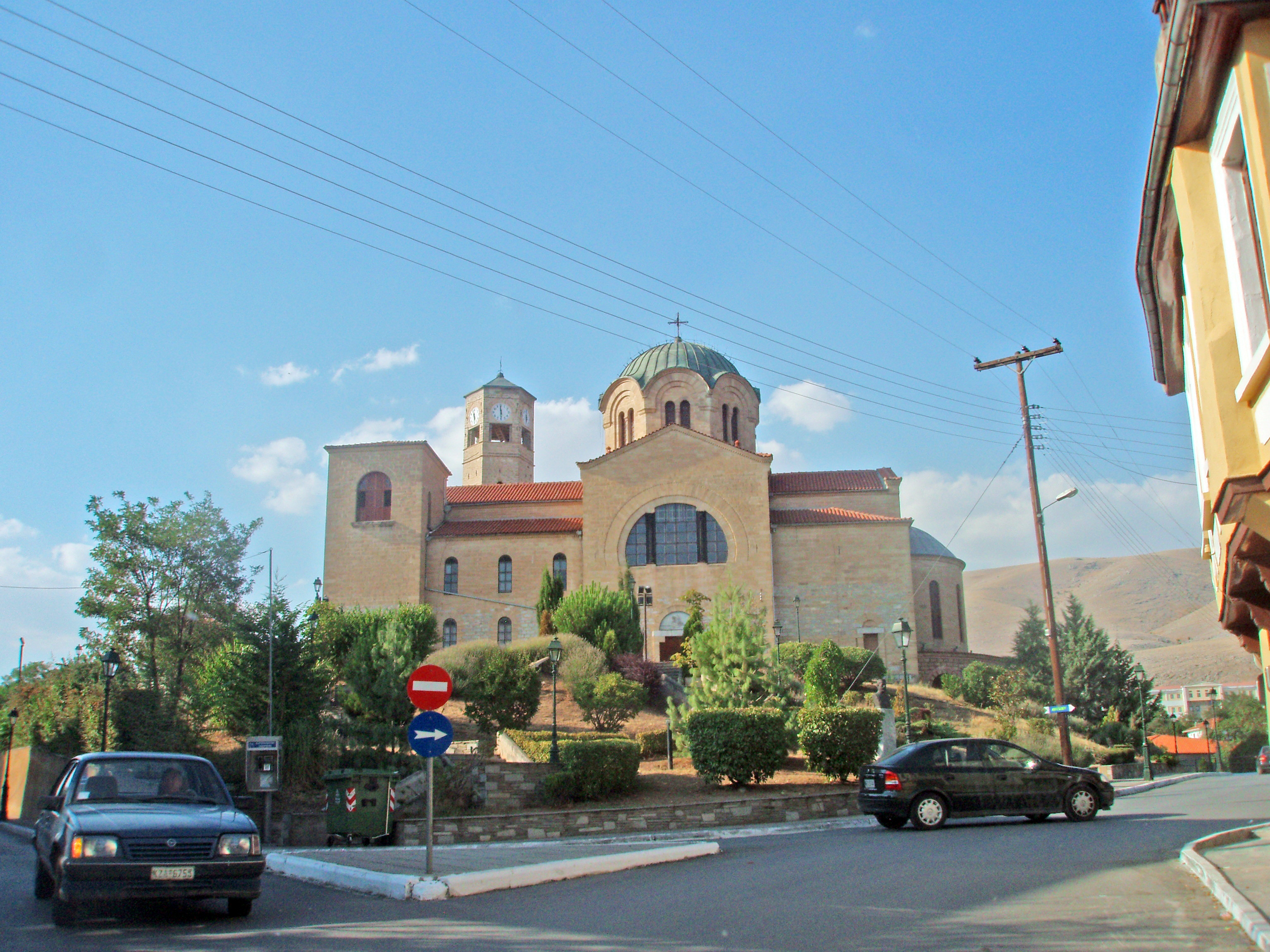
Die Hauptkirche von Siatista

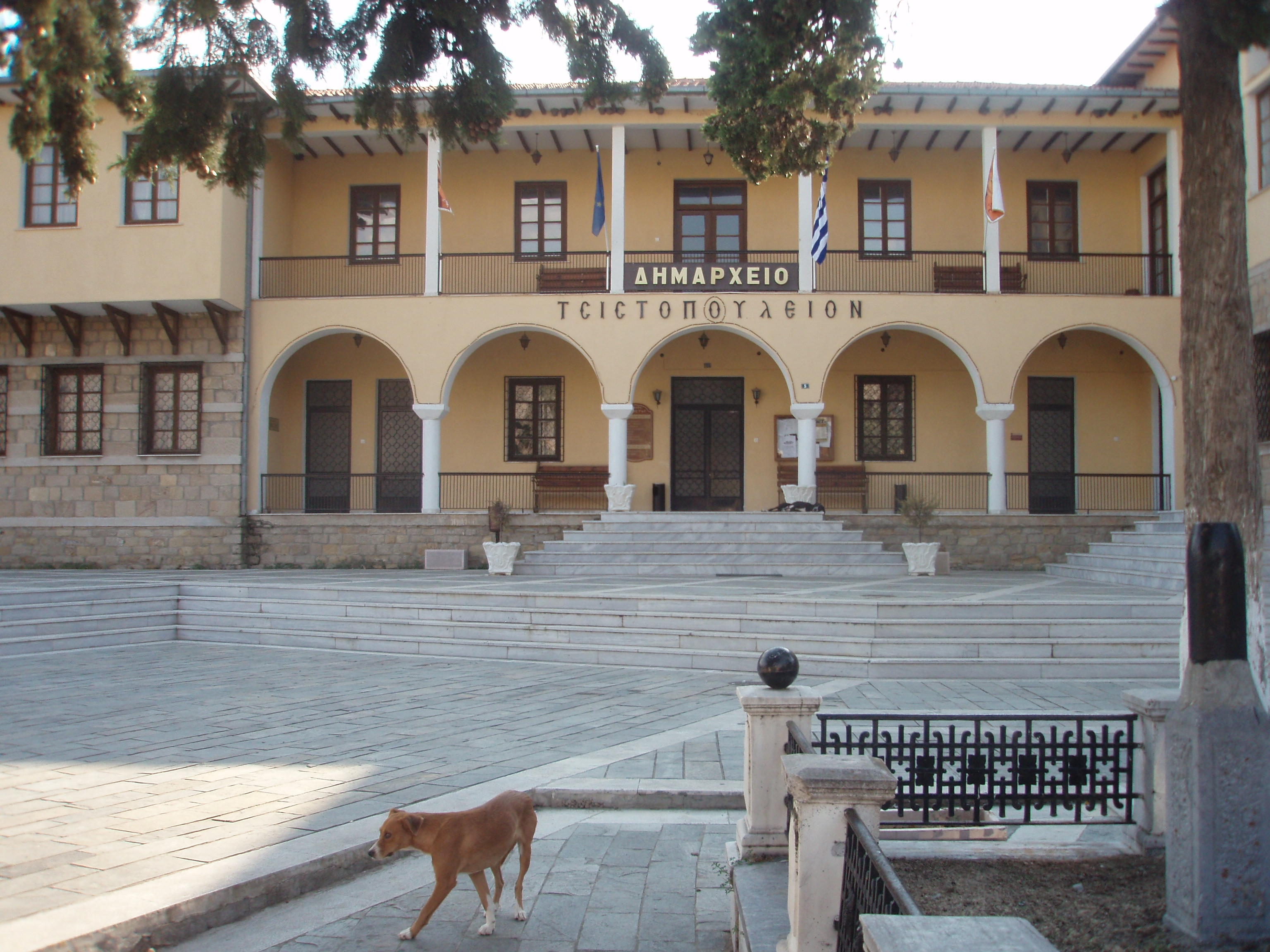
Das Rathaus (Dimarchio)

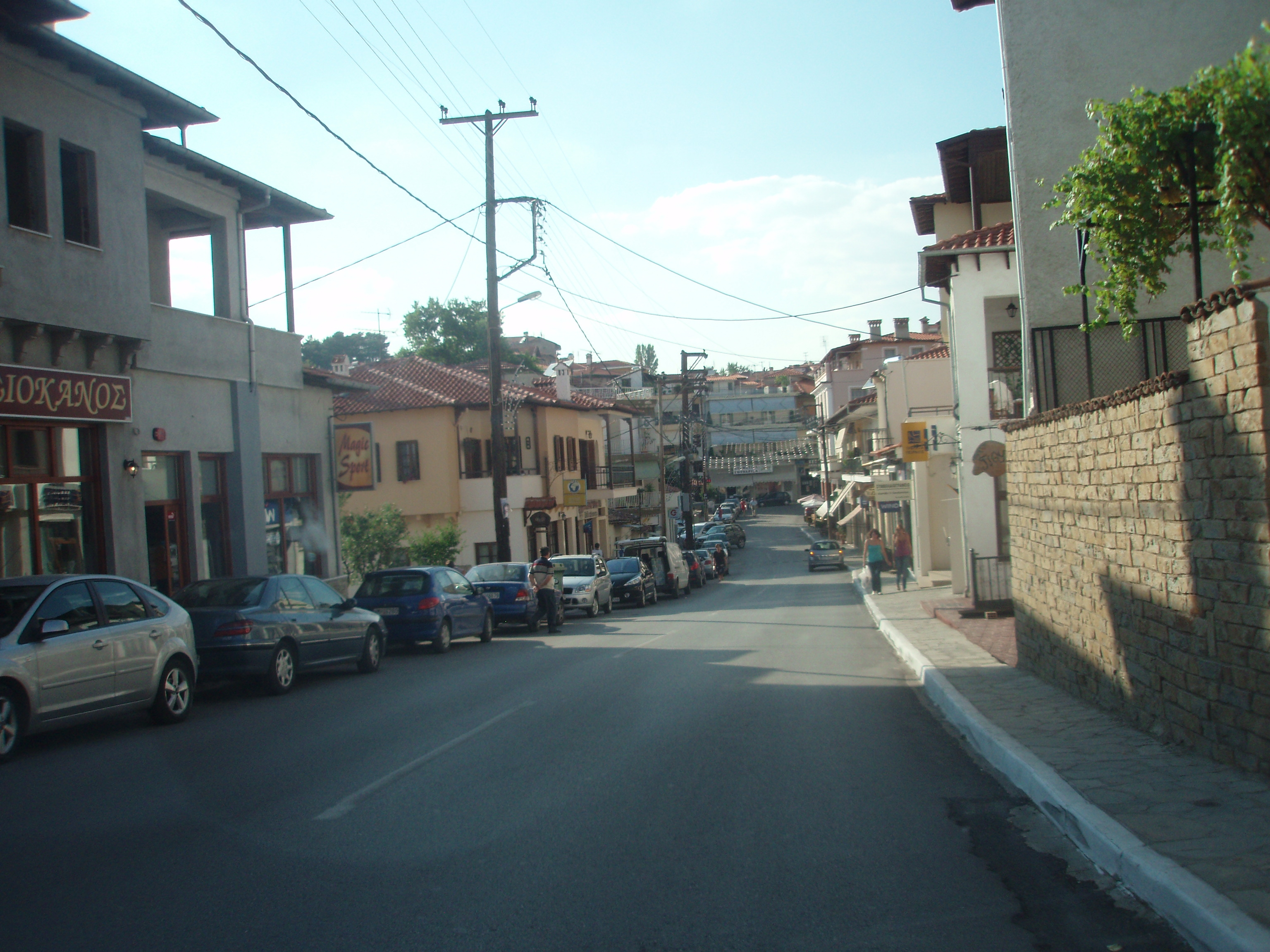
Die Hauptstraße

Siatista liegt an der südlichen Flanke des Berges Velia (Höhe 1688 m) auf einer Höhe von 650 bis 920 m. Die Kleinstadt Siatista selbst erstreckt sich bogenförmig in einem Tal, dessen nördliche, nordöstliche und östliche Grenze der Velia und dessen südliche, südwestliche, und westliche Begrenzung eine Hügelkette ist. Lediglich nach Nordwesten in Richtung Kastoria und nach Südsüdost in Richtung Grevena ist das Tal, in welchem Siatista liegt, offen. Weiter südöstlich der Kleinstadt Siatista beginnen die nordwestlichen Höhenzüge des Vourinos (Höhe 1866 m). Zwischen dem Vourinos im Süden und dem Velia im Norden verläuft von Westsüdwest nach Ostnordost ein zwischen ca. 600 m und 1200 m breites und knapp 9,5 km langes Tal, welches das Tal des Flusses Aliakmonas im Westen mit der Ebene von Eordaia (Kozani-Ptolemaida-Becken) verbindet. Im 18. Jahrhundert wurde dieses verkehrstechnisch wichtige Tal auch als Klisoura von Siatista bezeichnet. Der Fluss Aliakmonas passiert in 4 bis 5 km Entfernung westlich der Ortsmitte der Kleinstadt Siatista das Gemeindegebiet von Nordnordwest nach Südsüdost. Durch Siatista fließt der kleine Fluss Siatistikos (Siatístikos Potamós), welcher sich südlich mit dem kleinen Fluss Tservenia (Tservénia Réma) vereinigt und als Siatistikos in den Aliakmonas mündet.
Das Gemeindegebiet von Siatista beginnt im Norden bei Breitengrad 40° 46' Nord und erstreckt sich nach Süden bis Längengrad 40° 53' Nord. Im Westen liegt die Grenze beim Längengrad 21° 07' Ost und im Osten bei Längengrad 21° 24' Ost. Das Gemeindegebiet von Siatista ist insgesamt gebirgig. Die Höhe über dem Meeresspiegel variiert zwischen 500 und 1600 m. Der größte Teil liegt auf Höhen von mehr als 800 m.
Zur Gemeinde Siatista gehören die Ortschaften Mikrokastro (4,7 km westlich von Siatista), Paleokastro (8,3 km östlich von Siatista) und Dafnero (9,1 km östlich) sowie das Kloster Moni Kimiseos Theotokou Mikrokastro.
Siatista liegt 21 km (Luftlinie) bzw. 30 km (Straßenverbindung) westsüdwestlich der Präfekturhauptstadt Kozani. Die Entfernung nach Grevena im Südwesten beträgt ebenfalls 21 km Luftlinie und knapp 30 km Straßenverbindung. Nach Kastoria im Nordwesten beträgt die Entfernung 39 km Luftlinie (ca. 50 km Straße), nach Kalambaka im Süden sind es 61 km Luftlinie, nach Metsovo im Südwesten 63 km, nach Ioannina im Südwesten 90 km, nach Veria im Nordosten 62 km, nach Ptolemaida im Nordnordosten 30 km und nach Florina im Norden 60 km. Die Entfernung zwischen Siatista und der zweitgrößten griechischen Stadt Thessaloniki im Ostnordosten beträgt 126 km, zur griechischen Hauptstadt Athen im Südosten sind es 316 km Luftlinie.

### Geologie
Das Gebiet der Gemeinde Siatista gehört zur geotektonischen Zone West-Pelagonia und wird vorwiegend aus metamorphen Gesteinen gebildet: Phyllite, Gneis und Kalkstein.

### Klima
Die von 1992 bis 2001 ermittelte Durchschnittstemperatur in Siatista beträgt 13,0 °C, die mittlere Niederschlagsmenge im gleichen Zeitraum betrug 337 mm. Die Sommer in Siatista sind lange und warm, die Winter insgesamt mild und relativ kurz. Niederschlag tritt im gesamten Jahr auf, vorwiegend jedoch im Herbst/Winter. In Siatista traten auch besondere Wetterereignisse auf. Am 13. Juni 1930 starben in der Region von Siatista 22 Menschen infolge von Hagel.

## Geschichte

### Vorgeschichte und Antike (bis 395 n. Chr.)
Die Geschichte der Gemeinde Siatista beginnt im Paläolithikum (Altsteinzeit). In der Nähe der Ortschaft Paleokastro innerhalb der heutigen Gemeindegrenzen wurde ein Faustkeil aus Stein entdeckt. Auch eine prähistorische Bronzenadel wurde in der Gegend von Siatista gefunden, Siedlungsreste aus dieser Zeit wurden bisher nicht entdeckt.
Die Gegend um Siatista gehörte in der Antike zur Landschaft Südliche Orestis der antiken Region Makedonien. In Siatista fand man Reste einer antiken Siedlung. William Martin Leake berichtete Anfang des 18. Jahrhunderts über das Vorhandensein antiker Mauerreste im Bereich der Ortschaft Paleokastro. Auf seinem Feldzug nach Theben passierte Alexander der Große das Tal, die Klisoura von Siatista, unmittelbar östlich von Siatista.

### Byzantinische Zeit (395–1390)
In der Zeit der Herrschaft des byzantinischen Reiches ist über die Region von Siatista nichts Detailliertes bekannt. Eine Siedlung hatte in diesem Zeitraum nicht bestanden. Analog dem weiteren Umfeld von Nordwestgriechenland war Siatista ab dem 6. Jahrhundert Durchzugs- oder Zielgebiet der Slawen. Eine dauerhafte Ansiedlung erfolgte offensichtlich nicht. Mitte bis Ende des 9. Jahrhunderts kam die Region von Siatista unter Kontrolle des ersten bulgarischen Reiches, dessen Territorien Zar Samuil I. erfolgreich auf das griechische Festland ausdehnen konnte. Die byzantinische Herrschaft ging somit zeitweilig verloren, wurde im Verlauf des frühen 10. Jahrhunderts wiederhergestellt. 1204 endet die byzantinische Herrschaft erneut mit der Einnahme von Konstantinopel durch die Kreuzfahrer des vierten Kreuzzugs. Welchem der nachfolgend errichteten Kreuzfahrerstaaten die Region von Siatista unterstellt wurde (Königreich Thessaloniki, Despotat Epirus) ist nicht bekannt. Das Despotat Epirus erlangte spätestens 1224 die Kontrolle über die Region Siatista mit der Einnahme von Thessaloniki. Das Despotat Epirus blieb maximal bis 1259 Herrscher über die Region Siatista: in der im gleichen Jahr stattfindenden Schlacht von Pelagonia unterlag das Despotat Epirus dem Kaiserreich von Nikäa und mit dessen fortgesetzter Machtausweitung kommt 1264 mit der Rückeroberung von Konstantinopel die Region von Siatista wieder unter byzantinische Kontrolle. Mitte des 14. Jahrhunderts dehnt das serbische Königreich unter König Stefan Uroš IV. Dušan seinen Machtbereich bis weit nach Zentralgriechenland aus. Die Region von Siatista gelangte somit unter serbische Kontrolle, welche allerdings aufgrund des frühen Todes des serbischen Königs nicht lange anhielt. Die Byzantiner erlangten erneut die Herrschaft, aber nur noch für kurze Zeit. Ende des 13. Jahrhunderts eroberten die Streitkräfte des osmanischen Reiches die Region um Siatista. Während dieser gesamten mittelalterlichen Zeit gibt es keine sicheren Belege für eine dauerhafte Siedlung auf dem Gebiet der heutigen Gemeinde Siatista.

### Osmanische Zeit bis zum 19. Jahrhundert (1390–1800)
Die heutige Stadt Siatista wurde wahrscheinlich im 15. Jahrhundert unter Besatzung des osmanischen Reiches gegründet. Andere Quellen geben die Mitte des 16. Jahrhunderts als Gründungszeit an. Um den Reglementierungen und den Repressalien der osmanischen Herrscher möglichst zu entgehen, schlossen sich Bewohner umliegender Dörfer zusammen und gründeten die neue Siedlung Gerania (Γεράνεια). Der Name findet sich noch heute in einer Stadtteilbezeichnung. Gesicherte schriftliche Quellen zur exakten Datierung der Errichtung der Gemeinde sind nicht verfügbar.
Nach Einfällen von Albanern in der Region im Jahr 1612 nahm der Ort viele Flüchtlinge auf. Ihre Blütezeit erreicht die Stadt im 17. und 18. Jahrhundert. Die Einwohnerzahl betrug zum damaligen Zeitpunkt etwa 12.000. Webereien und Gerbereien prägten zu dieser Zeit das Ortsbild. Siatista wurde Anfang des 17. Jahrhunderts zu einer regelrechten Handelsstadt: Karawanen verließen die Stadt mit Waren sowohl der Stadt selbst als auch Waren aus dem Nahen Osten und zogen über Bitola (damals Monastir) nach Belgrad, und weiter über Zemun (bereits Österreich-Ungarn) nach Budapest und Wien. Neben dem Handelsverkehr in Form von Karawanen siedelten sich auch Händler aus Siatista in den mitteleuropäischen Großstädten an. Beispielsweise lehrte der Philosoph Methodios Anthrakitis (1660–1736), welcher Standpunkte der Aufklärung entsprechend denen von Rene Descartes vertrat, nach einem Aufenthalt in Venedig in Ioannina, Kozani und Siatista.

### 19. Jahrhundert bis Beginn der Balkankriege (1800–1912)
Im Vorfeld des griechischen Unabhängigkeitskrieges von 1821 bis 1829 mit der anschließenden Unabhängigkeit Griechenlands und Beendigung der osmanischen Besatzung spielten Bewohner aus Siatista eine wichtige Rolle, allerdings nicht in Siatista, sondern in Wien. Im Oktober 1790 erhielten die aus Siatista stammenden Brüder Poulios und Georgios Makridis Poulios die Erlaubnis (Lizenz) des österreich-ungarischen Kaisers, die Gazette (Zeitung) Ephemeris zu veröffentlichen, die erste regelmäßig bis 1797 zweimalig in der Woche erscheinende griechischsprachige Zeitung der Neuzeit. Rigas Fereos (1757–1798), einer der Vordenker der griechischen Unabhängigkeitsbewegung, publizierte in dieser Gazette eine Verfassung für ein von der osmanischen Herrschaft befreites Griechenland. Nach der Verhaftung von Rigas Fereos wurde die Zeitung Ephemeris verboten.
Anfang des 19. Jahrhunderts befand sich Siatista im Machtbereich von Ali Pascha Tepelena. Die Einwohner beklagten sich gegenüber William Martin Leake über die Herrschaft des Ali Pascha und kennzeichneten diese als ungerecht und harsch. Beispielsweise würden mittellose Menschen in Gefangenschaft genommen und anschließend von deren Verwandten eine Auslösung des Gefangenen erwartet. Als Tributleistung mussten die Einwohner von Siatista über ihren Bischof an den Vezir 2000 Piaster pro Halbjahr zahlen. Zusätzlich mussten die Einwohner von Siatista auch Arbeitskräfte für die Burg von Souli stellen. Vor der Herrschaft Ali Paschas litten die Bewohner von Siatista unter bewaffneten Überfällen albanischer Räuber; mit dem Beginn der Herrschaft Ali Paschas war dieses Problem erheblich seltener anzutreffen. 1817 fand Felix Beaujour Siatista entvölkert vor, was seiner Ansicht nach auf vorangegangene osmanische Über- oder Angriffe zurückgeführt werden konnte.
Im Herbst 1904 drang Pavlos Melas mit seiner Truppe griechischer Aufständischer zum dritten und letzten Mal nach Westmakedonien ein. In Siatista wurden er und seine Bewaffneten durch die osmanischen Truppen zum Kampf gestellt. In diesem wurde Melas getötet.

### Balkankriege, Erster Weltkrieg bis Zweiter Weltkrieg (1912–1940)
Im ersten Balkankrieg 1912 wurde Siatista von griechischen Truppen erobert und besetzt. Im Anschluss an den Frieden von Bukarest 1913 nach dem Ende des Zweiten Balkankriegs wurde Siatista dem Königreich Griechenland zugesprochen. Der Erste Weltkrieg von 1914 bis 1918 hatte auf Siatista keine unmittelbaren Auswirkungen; von Kampfhandlungen ab Beginn dieser auf griechischem Territorium Mitte 1915 war Siatista nicht betroffen. 1930 ereignet sich die schwerste Katastrophe der Region Siatista in Friedenszeiten: ein Unwetter mit Hagel tötet 22 Menschen am 13. Juni 1930.

### Zweiter Weltkrieg (1940–1944)
Der Zweite Weltkrieg begann für Griechenland am 28. Oktober 1940 mit dem italienischen Angriff vom italienisch besetzten Albanien aus. Die ursprünglichen italienischen Vormarschpläne, welche eine Einnahme von Siatista als strategisch wichtige Ortschaft mit Bezug zum Verkehrskorridor nach Kozani und Thessaloniki vorsahen, kamen aufgrund der griechischen Gegenoffensive ab November 1940 nicht zur Geltung. Am 6. April 1941 begann der deutsche Angriff auf Griechenland und Jugoslawien (Unternehmen Marita). Drei Tage später erreichten Truppen der Wehrmacht die griechische Grenze nördlich von Florina und marschierten nach Westmakedonien ein. In der Nacht vom 12. auf 13. April 1941 erzwangen Truppen der Wehrmacht den Rückzug der alliierten Verteidigungsstellungen am Klidi-Pass nördlich von Amyndeo; die kombinierten neuseeländisch-australisch-britisch-griechischen Truppen zogen sich daraufhin nach Süden (Servia) sowie nach Westen (Klisoura-Pass und Kastoria sowie Siatista-Pass) zurück, um weiter südlich eine Verteidigungsstellung zu bilden. Die Überreste der 12. griechischen Infanteriedivision sollten kombiniert mit alliierten Truppen den westlichen Eingang des Siatista-Pass östlich der Stadt Siatista verteidigen. Am 14. April 1941 um 14:30 Uhr Ortszeit griffen vorrückende deutsche Panzerverbände die Abwehrstellungen der alliierten Streitkräfte an. Nach kurzem Widerstand gaben die Alliierten ihre Stellungen und damit auch Siatista auf und zogen sich in der Nacht vom 14. auf den 15. April 1941 auf das Westufer des Aliakmonas zurück. Am 15. April 1941 wurde Siatista von deutschen Infanterie- und Panzertruppen eingenommen.
Anschließend kam Siatista unter italienische Besatzung. Am 30. Januar 1943 wurde die Gendarmerie-Station in Siatista von Widerstandskämpfern gegen die italienische Besatzung, welche von Grevena aus nach Norden vorrückten, angegriffen und entwaffnet. Nach anderen Quellen schloss sich die Polizeistation samt ihrer gesamten Besatzung unter dem Befehl von Thomas Venetsanopoulos der Widerstandsorganisation ELAS an. Im März 1943 (5. bis 6. März) gelang nicht-kommunistisch kontrollierten Widerstandskämpfern gegen die Besatzung Griechenlands durch die Achsenmächte ein militärischer Erfolg: ein italienisches Bataillon in einer Stärke von 600 Soldaten wurde von den Widerstandskämpfern auf der Straße von Kastoria nach Siatista angegriffen und nach gewonnenem Kampf gefangen genommen (sogenannte Schlacht von Fardykambos). Einen Monat später wurde Siatista zum Schauplatz von Auseinandersetzungen innerhalb des griechischen Widerstands: die kommunistisch kontrollierte griechische Volksbefreiungsfront EAM mitsamt ihrem militärischen Arm ELAS „säuberte“ die Region um Siatista von nicht-kommunistischen Widerstandskämpfern. Nach dem Rückzug der deutschen Truppen im Oktober 1944 übernahmen die ELAS-Widerstandskämpfer die Kontrolle über Siatista. Die italienischen Besatzungstruppen ihrerseits veranlassten die Bewohner von Siatista ihre Nahrungsmittel und Getränke auf den Straßen zu entleeren und vermischten diese mit Schmutz und zerbrochenem Glas. Ob diese Aktion in Zusammenhang mit der Gefangennahme des italienischen Bataillons steht, eine Folge oder Ursache davon war, ist nicht bekannt. 1943, nach der Kriegserklärung Italiens gegen die Achsenmächte wurden die italienischen Besatzungstruppen von deutschen Truppen abgelöst. Im Juli 1944 vermieden die Einheiten der 9. ELAS-Division eine bewaffnete Auseinandersetzung mit deutschen Truppen, welche in der Region von Siatista operierten. Ende Oktober 1944 zogen sich die deutschen Besatzungstruppen aus Siatista zurück. Am 26. Oktober 1944 konzentrierten sich britische Streitkräfte bei Siatista zwecks Führung eines Angriffs auf die zu diesem Zeitpunkt südlichste deutsche Position, Kozani.

### Griechischer Bürgerkrieg (1946–1949)
Von Mitte 1946 bis Mitte 1949 war Siatista auch Schauplatz des griechischen Bürgerkrieges. Die kommunistische Zeitung Rizospastis veröffentlichte am 27. Juli 1947 eine Karte, auf der das Gebiet unmittelbar nördlich von Siatista als von den kommunistisch geführten Aufständischen der DSE kontrolliert ausgewiesen war. Zwischen November 1948 und Januar 1949 griff die DSE (die bewaffnete Organisation der Kommunistischen Partei Griechenlands) Siatista an, konnte aber die Kleinstadt nicht erobern.

## Bevölkerung, Verwaltung, Politik

### Bevölkerung
Siatista wies Anfang des 19. Jahrhunderts nach Berichten von William Martin Leake ca. 500 Häuser auf. Jede Familie hatte nach Angaben dieses Reisenden ein Familienmitglied im europäischen Ausland, darunter Deutschland, Italien, Ungarn und Österreich. Die Menschen aus Siatista waren dort als Kaufleute tätig. Dementsprechend wurde in Siatista viel Deutsch und Italienisch gesprochen. Louis Auguste Félix Beaujour beschrieb 1817 Siatista als eine ausschließlich von Griechen bevölkerte Ortschaft. In den 30er Jahren des 19. Jahrhunderts hatte Siatista 4.000 Einwohner.

### Verwaltung
Bis 1997 war Siatista der Verwaltungssitz der Provinz Voio, einer der drei Provinzen der Präfektur Kozani neben Kozani und Eordea. Die Bedeutung dieser Verwaltungseinheit war bereits in den 1940er Jahren untergeordnet. Mit der griechischen Kommunalverwaltungsreform von 1997 wurden alle Provinzen abgeschafft. Seit dem 1. Januar 1999 setzt sich Siartiste aus drei Gemeindebezirken zusammen. Mit der Verwaltungsreform von 2010 wurde Siatista mit vier weiteren Gemeinden zur neuen Gemeinde Voio zusammengeschlossen und bildet seither einen Gemeindebezirk. Die bisherigen Gemeindebezirke erhielten entsprechen ihrer Einwohnerzahl den Status Stadtbezirk oder Ortsgemeinschaft.
| Stadtbezirk Ortsgemeinschaft | griechischer Name              | Code     | Fläche (km²) | Einwohner 2001 | Einwohner 2011 | Dörfer und Siedlungen                             |
| ---------------------------- | ------------------------------ | -------- | ------------ | -------------- | -------------- | ------------------------------------------------- |
| Siatista                     | Δημοτική Κοινότητα Σιατίστης   | 14020401 | 95,714       | 5642           | 5490           | Siatista                                          |
| Mikrokastro                  | Τοπική Κοινότητα Μικροκάστρου  | 14020402 | 16,189       | 0501           | 0446           | Mikrokastro, Moni Kimiseos Theotokou Mikrokastrou |
| Paleokastro                  | Τοπική Κοινότητα Παλαιοκάστρου | 14020403 | 46,980       | 0404           | 0311           | Paleokastro, Dafnero                              |
| Gesamt                       | Gesamt                         | 140204   | 158,883      | 6547           | 6247           |                                                   |

## Wirtschaft, Verkehr und Infrastruktur

### Wirtschaft

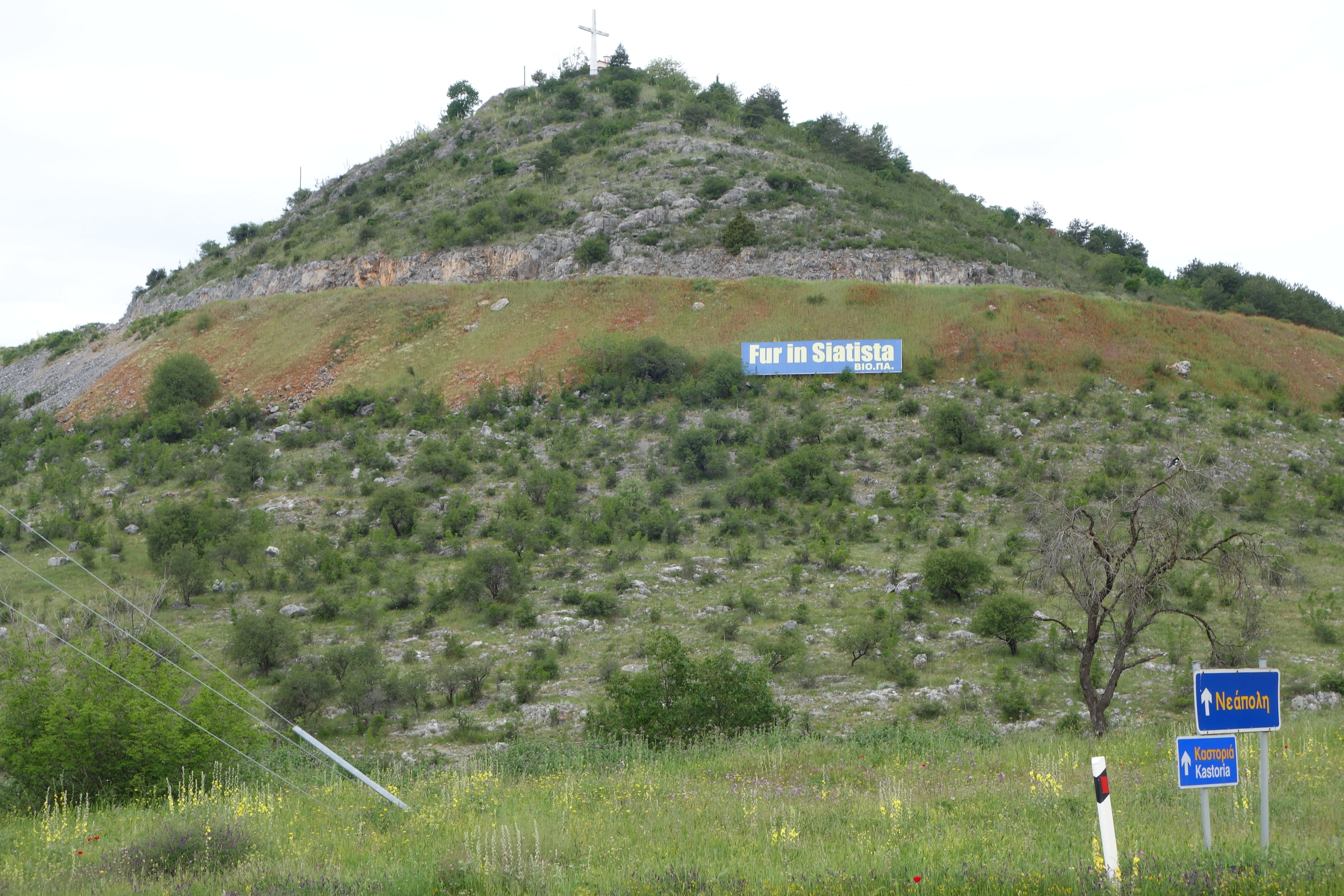
„Fur in Siatista“ (Pelz in Siatista), Begrüßung am Ortseingang

Im 19. Jahrhundert beschrieb William Martin Leake Siatista als inmitten von Weinbergen liegend. Drei Sorten von Wein wurden zum damaligen Zeitpunkt in Siatista produziert: der Iliomeno (ein Wein aus einem sonnengetrockneten Gemisch aus weißen und roten Trauben), einen trockenen Weißwein und einen trockenen Rotwein. Außerdem wurde eine Art Absinth hergestellt. Die Weine aus Siatista wurden mindestens drei, manchmal auch mehr als fünf Jahre gelagert.
In der Gegenwart sind der Weinbau und die Pelzverarbeitung die hauptsächlichen Wirtschaftszweige der Gemeinde Siatista. Neben Kastoria (siehe dort) ist Siatista die einzige Ortschaft mit dem Wirtschaftsschwerpunkt Pelzveredlung (ursprünglich Pelzresteverarbeitung, heute Kürschnerarbeiten aller Art) und Lederverarbeitung.
Für eine ausführliche Beschreibung der Pelzverarbeitung in Siatista und Kastoria siehe den Artikel →Pelzreste.

### Verkehr
Siatista ist ein wichtiger Verkehrsknotenpunkt in der Präfektur Kozani sowie in Westmakedonien. Der Pass zwischen Velia und Vourinos stellt die Verbindung zwischen der Ebene Amyndeo-Ptolemaida-Kozani-Servia und dem Tal des Aliakmonas her. Hauptverkehrsträger in der Gemeinde von Siatista sind, wie im übrigen Griechenland auch, die Straßen, sowohl für private, kommerzielle wie auch öffentliche Zwecke. Die Nationalstraße 20 (Europastraße 90) verbindet Kozani im Westen über Siatista mit Neapoli, Konitsa und Ioannina in Epirus. Diese Straßenverbindung entstand erst in den 1950er Jahren und ist die nördlichste Verbindung von Westmakedonien nach Epirus über eine landschaftlich sehr reizvolle, aber auch sehr kurvenreiche und enge Straße. Entsprechend ist die Verkehrsbelastbarkeit dieser Straßenverbindung limitiert. Von Siatista nach Nordwesten führt die Nationalstraße 15 über Vogatsiko nach Kastoria, nach Süden über Grevena und Milia nach Metsovo, Ioannina oder Kalambaka. Somit stellt diese Straßenverbindung einen Durchgangskorridor für Waren und Menschen von Albanien und Kastoria nach Epirus und Thessalien sowie noch weiter südlich gelegene Teile Griechenlands dar. Diese zweispurige Nationalstraße ist aufgrund des zunehmenden Verkehrs, vor allem von Albanien über Kastoria nach Zentralgriechenland, an der Grenze ihrer Auslastung angekommen.
Die Verkehrsbelastbarkeit der Straßen um Siatista wird seit Anfang des 21. Jahrhunderts ständig verbessert. Von Südwesten nach Nordosten führt südlich an Siatista die Autobahn 2 (Europastraße 90) von Ioannina über Grevena und Siatista nach Kozani, Veria und Thessaloniki sowie weiter nach Ostmakedonien und Thrakien. Südlich von Siatista, das an der Autobahn 2 (Egnatia Odos) über zwei Anschlussstellen verfügt, zweigt an einem Autobahndreieck die Autobahn 15 (provisorische Nummerierung) nach Nordwesten in Richtung Vogatsiko, Kastoria und Ieropigi an der albanischen Grenze ab. Die Autobahn 2 ist von Siatista nach Thessaloniki durchgehend befahrbar, nach Ioannina reicht die Strecke nur bis zur Anschlussstelle Venetikos südlich von Grevena. Die weiteren Abschnitte sind, wie die Autobahn 15, zurzeit in Bau. Sowohl die Autobahn 2 als auch die Nationalstraße 20 nutzen das Tal zwischen Vourinos und Velia zur Passage in die Ebene von Kozani.
Hauptträger des öffentlichen Verkehrs sind Autobusse, die fast ausschließlich über größere Strecken fahren, beispielsweise zur Präfekturhauptstadt Kozani, nach Kastoria oder Ioannina. 1944 verkehrten von Siatista aus wöchentlich Autobusse nach Thessaloniki, teilweise auch über die Frontlinien hinweg.
Einen Eisenbahnanschluss hat Siatista bisher nicht. Es existieren allerdings Überlegungen, die Eisenbahnstrecke Amyndeo-Ptolemaida-Kozani nach Siatista zu verlängern. Eine entsprechende Machbarkeitsstudie wurde von der griechischen Bahngesellschaft OSE in Auftrag gegeben.
Ebenfalls verfügt die Gemeinde Siatista über keinen nationalen und/oder internationalen Flughafen. Der nächste nationale Flughafen ist Kozani.
Im 18. Jahrhundert machte sich die damals noch unzureichende Verkehrsverbindung nach Epirus auch wirtschaftlich bemerkbar: während die Weine von Siatista in Makedonien und Thessalien einen guten Absatz fanden, waren sie in Epirus fast unbekannt.

## Kultur, Persönlichkeiten und Sehenswürdigkeiten

### Kultur
Siatista war Anfang des 18. Jahrhunderts Sitz eines griechisch-orthodoxen Bischofs (Mitropolitis). Das entsprechende Bistum wurde als Sisani und Siatista bezeichnet; der Bischof hatte in beiden Ortschaften einen Sitz.

### Persönlichkeiten
- Georgios Zavira (auch Georgios Zabira): Geboren in Siatista. Übersetzte byzantinische Literatur und verfasste Werke über das griechische Theater im Übergang des 18. auf das 19. Jahrhundert.[44]
- Dimitrios Panagiotis Psatelis: Geboren in Siatista, Arzt an der Universität Tübingen. Rechtfertigte in einer französischen Zeitschrift 1826 den griechischen Aufstand.[45]
- Nikolaos Kasomoulis (1797?–1871?): Geboren in Siatista. Griechischer Widerstandskämpfer, zunächst in Makedonien, ab 1827 mit Karaïskakis in Athen. Wurde anschließend Oberst der griechischen Streitkräfte und verfasste einen persönlichen Bericht über den griechischen Unabhängigkeitskrieg. Nach ihm wurde eine Straße in der Gemeinde Siatistas benannt.[46]
- Poulios Makridis Poulios und Georgios Makridis Poulios: Beide Brüder geboren in Siatista und nach Wien ausgewandert. Sie publizierten zusammen die erste regelmäßig erscheinende griechische Zeitung Efimeris vom 31. Dezember 1790 bis zu ihrem Verbot 1797.[15][16]

### Sehenswürdigkeiten
Die Stadt verfügt über ein geschlossenes gut erhaltenes Stadtbild aus dem Mittelalter.
Außerdem können einige der frisch restaurierten Herrenhäuser (Archontika), die z. T. auch als Museum dienen, besichtigt werden.